# La Tobenya
La Tobenya és una torre de defensa situada al despoblat La Tobenya, de la vila La Pobla de Fontova, al municipi de Graus (Ribagorça) a l'Aragó. La torre, datada del segle xvi, està adossada a la casa pairal. Està construïda en maçoneria, i bons carreus a les cantonades. S'aixeca en tres cossos separats per impostes i coberta per teulada de llosetes a quatre aigües. A l'interior de la torre, la planta baixa presenta volta de lloses, i el terra de la primera planta està enllosat. Nombroses obertures espitlleres decoren la façana, una té forma de flor i una altra de clau.